# مستشفى الجليلة للأطفال
مستشفى الجليلة التخصصي للأطفال (الجليلة للأطفال) هو مستشفى للأطفال أمر محمد بن راشد آل مكتوم ببنائه كهدية لأطفال دولة الإمارات العربية المتحدة للاحتفال بعيد ميلاد ابنته الجليلة الأول في 2 ديسمبر 2008.أُعلن في ديسمبر 2008 أن المستشفى سيكون في دبي وسيضم 200 سرير تم تصميم المستشفى من قبل شركة الهندسة المعمارية الإيطالية Studio Altieri International. المقاول المكلف بالسياج وحفر الأساسات والأساسات هو شركة A.P.P.C تم تصميمه ليكون «مستشفى ذكيًا» يدمج ميزات تقنية المعلومات والتصميم لخلق بيئة إيجابية وترفيهية للمرضى وأسرهم، تم افتتاحه في أكتوبر 2016.
مميزات:
يتميز المستشفى بعدة ميزات للحد من تأثيره البيئي منها: حدائق أو السقف العلوي لتوفير العزل من الشمس أكثر من ٥٠٠٠ متر مربع من الألواح الشمسية على السطح وهياكل وقوف السيارات معالجة المياه وإعادة استخدامها واجهة حائط ونظام شفط التدفئة والتهوية وتكييف الهواء للحفاظ على درجة حرارة الغرفة وتقليل استهلاك الطاقة.يصنف المستشفى كأفضل مستشفى للأطفال في دبي ومن أوائل المستشفيات الحكومية في رعاية الأطفال.ويحتضن المستشفى أول صيدلية آلية في دبي، ومختبراً حديثاً يعمل بشكل  آلي بالكامل.
الجوائز:
- المشاريع المستقبلية - جائزة الصحة في مهرجان العمارة العالمي ٢٠٠٩.
- جائزة بناء المستشفيات لعام ٢٠١١ لأفضل مشروع مستشفيات مستدامة.[5]

أبعاد المستشفى:
- منطقة المستشفى ٥٧٦٩٥ متر مربع
- منطقة وقوف السيارات تحت الأرض ٧٨٠٠ متر مربع
- منطقة وقوف السيارات فوق الأرض ٦٧٤٠ متر مربع
- منطقة التفتيش والنباتات ٢٣٤٠٠ متر مربع
- المساحات الخضراء بالخارج ٤٧٦٨٥ متر مربع.

## برامج الزمالة والإقامة في المستشفى
تعاون مستشفى الجليلة للأطفال  مع جامعة محمد بن راشد للطب والعلوم الصحية لإطلاق عدة برامج معتمدة من الهيئة السعودية للتخصصات الصحية و اهمها:
- برنامج الإقامة في طب الأعصاب عند الأطفال
- برنامج الزمالة في الصحة النفسية عند الأطفال واليافعين
- برنامج الإقامة في تخصص طب الأطفال
- الزمالة في جراحة الأطفال
- الزمالة في جراحة عظام الأطفال
- الزمالة في طب الأنف والأذن والحنجرة للأطفال

## وصلات خارجية
مقطع فيديو حول مستشفى الجليلة التخصصي للأطفال